# 宾尼克
宾尼克（荷蘭語：Bunnik）是荷蘭的一個市镇，位於荷蘭中部，在行政區劃上屬於乌得勒支省。宾尼克有記錄的歷史可以追溯至2000年之前。

## 外部連結
- 维基共享资源上的相關多媒體資源：宾尼克
- Official website（页面存档备份，存于）